# رز اونیل
رز سیسیل اونیل (زاده ۲۵ ژوئن ۱۸۷۴ – درگذشته ۶ آوریل ۱۹۴۴) کارتونیست، تصویرگر، هنرمند و نویسنده آمریکایی بود. او در سال ۱۹۰۹ به خاطر خلق شخصیت‌های کمیک استریپ به شهرت رسید و اولین کاریکاتوریست زن در ایالات متحده بود. 
اونیل، دختر یک فروشنده کتاب و یک زن خانه‌دار بود که در روستای نبراسکا بزرگ شد. او در سنین پایین به هنر علاقه نشان داد و به دنبال شغلی به عنوان تصویرگر بود تا در شهر نیویورک کار کند. کارتون‌های کیوپی او که اولین بار در سال ۱۹۰۹ در مجله مجله خانه بانوان به نمایش درآمد، در سال ۱۹۱۲ توسط یک شرکت اسباب‌بازی آلمانی، به‌عنوان عروسک بیسکو تولید شد و به دنبال آن مواد ترکیبی و نسخه‌های سلولوئیدی نیز تولید شد. این عروسک‌ها در اوایل قرن بیستم بسیار محبوب بودند و به عنوان یکی از اولین اسباب بازی‌های عرضه شده به بازار در ایالات متحده شناخته می‌شوند.
رز اونیل چندین رمان و کتاب شعر نوشت و در جنبش حق رای زنان نیز فعال بود. او با موفقیت عروسک‌های کیوپی به عنوان پردرآمدترین تصویرگر زن در جهان شناخته شد.  اونیل به تالار مشاهیر ملی زنان راه یافت. 
در سال 2022 در کامیک کان سن دیگو ، رز اونیل به عنوان یک پیشگام کمیک وارد تالار مشاهیر جوایز آیزنر شد. 
اونیل در 25 ژوئن 1874 در ویلکس-بار، پنسیلوانیا ، دختر ویلیام پاتریک، یک مهاجر ایرلندی ، و آلیس آسنات "میمی" اسمیت اونیل به دنیا آمد. او دو خواهر کوچکتر به نام های لی و کالیستا و سه برادر کوچکتر به نام های هیو، جیمز و کلارنس داشت. وقتی اونیل جوان بود، خانواده به روستای نبراسکا نقل مکان کردند. او از اوایل کودکی علاقه زیادی به هنر نشان داد و خود را وقف طراحی، نقاشی و مجسمه سازی کرد.  او در سیزده سالگی، در یک مسابقه نقاشی کودکان شرکت کرد که حامی مالی آن اوماها هرالد بود و جایزه اول را برای نقاشی خود با عنوان «وسوسه منتهی به پرتگاه» به دست آورد. 

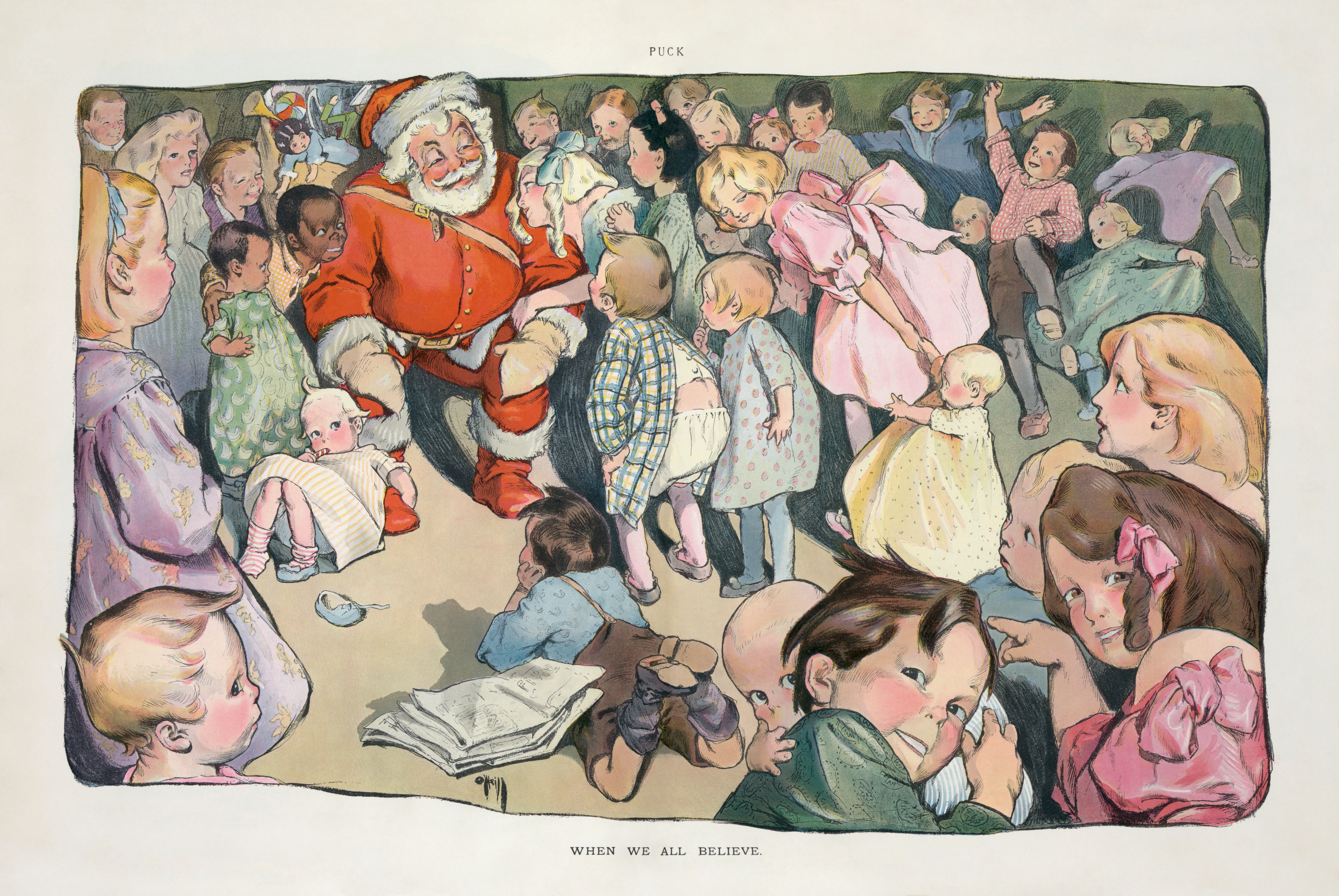
"وقتی همه ما باور کنیم": تصویری از کودکانی که بابانوئل را احاطه کرده اند برای شماره 1903 پاک (مجله)

## مسیر شغلی

### حرکت به نیویورک
اونیل در سال 1893 به نیویورک نقل مکان کرد تا مهارت های خود را به مخاطبان بیشتری عرضه کند. او برای بازدید از نمایشگاه جهانی کلمبیا به شیکاگو رفت.  راهبه ها او را به ناشران مختلف معرفی کردند تا آثاری از مجموعه شصت طراحی او را بفروشند. او توانست نقاشی‌های خود را به انتشارات متعددی بفروشد و شروع به  گرفتن سفارش‌های بیشتر کرد.  یک کمیک استریپ چهار پانل از اونیل در شماره 19 سپتامبر 1896 در مجله تراث به نمایش درآمد و او را به اولین زن آمریکایی تبدیل کرد که یک کمیک استریپ منتشر کرد.  